# Огарёв, Георгий Григорьевич
Георгий (Постник) Григорьевич Огарёв (умер после 1692) — воевода, стряпчий с 1640 года, стольник с 1677 года, думный дворянин в 1682—1692 годах, сын Григория Кирилловича (Постниковича) Огарёва.

## Биография
Георгий был единственным сыном воеводы Григория Кирилловича (Постниковича) Огарёва. 
В 1640 году был пожалован в стряпчие. 
Служил воеводой в Костроме в 1659—1661 годах, Свияжске в 1669—1670 и 1683 годах и Астрахани в 1677—1678 годах.
В 1677 году пожалован в стольники.
В 1682—1692 годах Георгий упоминается как думный дворянин.
За участие в Троицком походе 24 сентября 1686 года Георгий был пожалован вотчинами в Московском и Арзамасском уездах.
Последний раз в боярских книгах Георгий упоминается в 1692 году.

## Семья
Имя жены Георгия неизвестно. Дети:
- Кузьма (умер после 1692), стольник в 1669—1692 годах[3].
- Иван (умер после 1692), стряпчий в 1676 году, стольник в 1676—1692 годах[3].
- Андрей (умер после 1692), стряпчий в 1677 году, стольник в 1680—1692 годах[3].
- Григорий (умер после 1692), стольник в 1680—1692 годах[3].
- Феодора (умерла после 1687)[3].
- Евдокия (умерла после 1687)[3].
- Ксения (умерла после 1687)[3].